# Altajrödstjärt
Altajrödstjärt (Phoenicurus erythronotus) är en asiatisk fågel i familjen flugsnappare inom ordningen tättingar.

## Kännetecken

### Utseende
Altajrödstjärten är med sin kroppslängd på 16 centimeter en relativt stor rödstjärt. Hanen känneteckas av en rödbrun mantel och strupe, svart ögonmask, grå hätta och vita inslag på den svarta vingen. Utanför häckningstid och i ungfågeldräkt döljs mycket av fjäderdräkten av dess ljusa bräm. Honan är liksom andra rödstjärtshonor enfärgat gråbrun, men har ett karakteristiskt dubbelt vingband. Båda könen har liksom i princip alla arter i Phoenicurus rostfärgad övergump och yttre stjärtpennor.

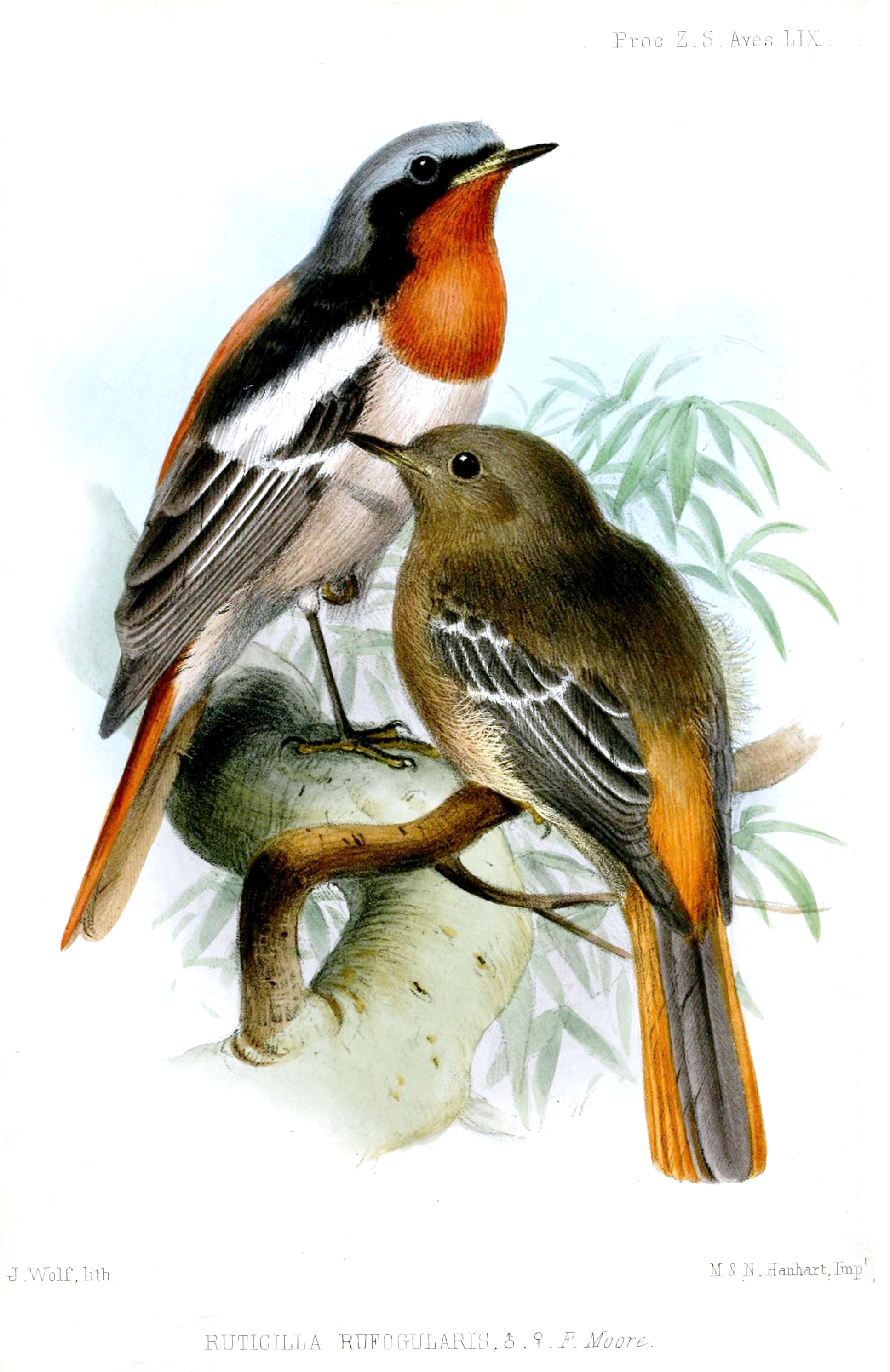
Hane till vänster, hona till höger
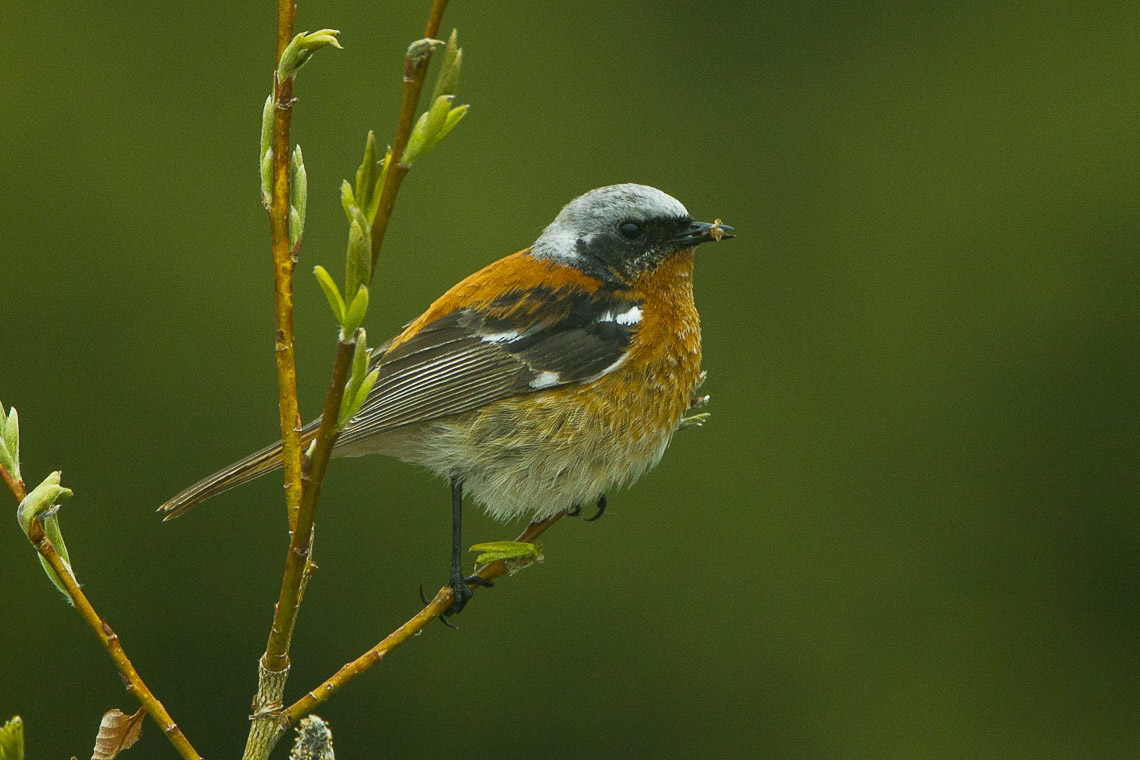
Hane i Kazakstan.

### Läten
Vanligaste lätet är ett mjukt "trr", ibland dubblerat "trr-trr". Sången som huvudsakligen levereras i april och maj är en livlig serie med olika korta fraser, bestående av gnissliga och hårda toner, härmningar och återkommande "few-eet".

## Utbredning och systematik
Arten är en flyttfågel som häckar i bergsskogar i Centralasien och vintertid flyttar till Iran och norra Indien. Den har också observerats tillfälligt i Azerbajdzjan, Bahrain, Irak, Israel, Kuwait, Qatar, Saudiarabien och Turkiet.

### Släktestillhörighet
Altajrödstjärt placeras vanligtvis i släktet Phoenicurus. DNA-studier visar att de tre avvikande rödstjärtarna strömrödstjärt (Chaimarrornis leucocephalus) samt två arter i Rhyacornis är inbäddade i Phoenicurus. De flesta har därför expanderat släktet till att omfatta dessa tre arter. Vissa har dock valt att behålla dem i sina släkten och istället dela upp Phoenicurus i två delar, där altajrödstjärten och dess närmaste släktingar vitstrupig rödstjärt, blåstrupig rödstjärt, blåhätta och alashanrödstjärt lyfts ut till det egna släktet Adelura.

### Familjetillhörighet
Rödstjärtarna ansågs fram tills nyligen liksom bland andra stenskvättor, stentrastar och buskskvättor vara små trastar. DNA-studier visar dock att de är marklevande flugsnappare (Muscicapidae) och förs därför numera till den familjen.

## Levnadssätt

### Habitat
Fågeln häckar i bergsområden i klippiga buskmarker, fält med stenmurar, kanter och gläntor i torra bergsskogar samt buskmarker nära trädgränsen, upp till 5.400 meters höjd. I Kigizistan föredrar den blötare miljöer än blåhättan. Vintertid påträffas den på lägre höjd i våtmarker, snårskog, olivlundar, fruktodlingar, skogsmarker med inslag av en och liknande miljöer.

### Föda
Arten lever huvudsakligen av insekter, framför allt skalbaggar och deras larver. Utanför häckningstid intar den även frukt och frön. Den födosöker typiskt genom att göra utfall mot byten från en lågt placerad utkiksplats, men rör sig också på marken. Fågeln både darrar och vaggar flitigt med stjärten.

### Häckning
Altajrödstjärten häckar i juni och juli i Centralasien och södra Sibirien. Det skålformade boet placeras på marken under rötter eller mellan stenar. Där lägger den tre till sex blekgröna ägg med brungrå fläckar.

## Status och hot
Arten har ett stort utbredningsområde och en stor population med stabil utveckling som inte tros vara utsatt för något substantiellt hot. Utifrån dessa kriterier kategoriserar internationella naturvårdsunionen IUCN arten som livskraftig (LC). Världspopulationen har inte uppskattats men den beskrivs som ganska vanlig till lokalt mycket vanlig i södra Ryssland, sällsynt i Kina och lokalt frekvent vintertid i Pakistan.

## Namn
Fågeln har fått sitt svenska trivialnamn från Altajbergen där arten häckar.